# Guy Gibson
El Comandant d'Ala Guy Penrose Gibson VC DSO amb barra DFC amb barra RAF (12 d'agost de 1918 – 19 de setembre de 1944) va ser el primer comandant del 617è Esquadró de la RAF, que comandà l'atac dels "Dam Busters" (Operació Castigar) el 1943, que resultà en la destrucció de dues grans preses a la conca del Ruhr. Va resultar mort posteriorment durant la guerra.

## Biografia
Gibson va néixer a Simla, Índia, durant el Raj Britànic, fill d'Alexander James Gibson i de Norah Gibson. El 1921 (quan ell tenia 3 anys), la seva família es traslladà a Porthleven, Cornualla (Anglaterra). Va estudiar al St Edward's School, Oxford.
El 1936 s'allistà a la RAF esdevenint Oficial Pilot en Funcions, amb efectes i antiguitat de 31 de gener de 1937, Oficial Pilot el 16 de novembre i, en el moment de l'esclat de la Segona Guerra Mundial era pilot de bombarder amb el 83è Esquadró, volant amb un Handley Page Hampden. El juliol del 1940 guanyà la  Creu dels Vols Distingits. Després de completar el seu primer cicle de 27 sortides operatives, Gibson es presentà voluntari pel Comandament de Caces, evitant els 6 mesos habituals de descans d'operacions a una caserna d'entrenament de vol. Com a pilot de caça nocturn volà amb un Bristol Beaufighter al 29è Esquadró, aconseguint 4 victòries en 99 sortides i afegint una barra a la seva DFC. El novembre de 1942 li va ser atorgada l'Orde del Servei Distingit.
Després arribà la promoció a Comandant d'Ala i el 23 va tornar al Comandament de Bombarders. Durant els 11 mesos següents comandà el 106è Esquadró, ara volant amb Avro Manchester i amb Avro Lancaster, i realitzant 46 sortides completes. Era recordat pels seus subordinats com dur, insolent i sovint reservat, un ordenacista que avorria el professionalisme i l'arrogància derivada de la seva posició com un dels pilots de bombarders més experimentats de la RAF.
Després de diverses sortides amb el 106è Esquadró considerà que dos membres de la seva tripulació no complien els requisits i van ser substituïts. Això no obstant, quan durant una visita d'un equip del Ministeri de l'Aire considerà que l'alçada del seu pilot de cua (Oficial Pilot John Wickens, que feia 180cm d'alçada) era excessiva per ser l'artiller d'un Lancaster, Gibson els digué que s'oblidessin de les normes, i el seu artiller continuà amb ell.

### Operació Castigar
El 1943 va ser escollit per comandar el nou 617è Esquadró, ordenant-se'ls que destruís les preses de la zona del Ruhr. Per aconseguir-ho se'ls proveí amb les bombes de rebot dissenyades i desenvolupades per Barnes Wallis. Les bombes havien de llançar-se des de 18m d'alçada, des d'una distància prevista perquè pogués anar rebotant per l'aigua i llavors submergir-se per explotar a una profunditat determinada. Per poder tenir alguna possibilitat d'èxit, el bombardeig hauria de ser de nit.
Volar a una alçada tan baixa era tremendament difícil fins i tot pels pilots més experimentats. Els altímetres (que usaven la pressió de l'aire) eren inútils tant en terreny muntanyós com tan a prop del terra. Per assolir l'alçada correcta van fixar dos llums al nas i a la cua dels Lancaster i dirigirien cap a baix els seus llum per així travessar 18 metres sota el casc. El navegador dirigiria al pilot amunt o avall fins que ambdós raigs es toquessin, formant la figura d'un 8. L'artiller trobaria la distància correcta de la presa mirant per un simple triangle de fusta amb marques. Quan les marques s'alineessin amb les torres de la presa, llavors deixaria anar la bomba.
La nit del 16 de maig de 1943, tot i haver lluna plena, el Comandament de Bombarders i el Comandament de Caces van ordenar diverses sortides, dirigides principalment cap a Alemanya i els Països Baixos. Com que el 617è Esquadró necessitava la lluna plena per poder realitzar la seva missió, es cregué que l'única forma per la que podrien travessar les defenses antiaèries alemanyes era volar durant tota la missió tan a prop del terra com fos possible. Els 19 Lancasters portaven una bomba cadascun. Costà 5 intents obrir una escletxa a l'Embassament de Möhne. Llavors, Gibson dirigí els 3 Lancasters que quedaven per atacar l'embassament d'Eder. Les altres dues preses van ser atacades, però no s'aconseguí obrir cap escletxa. Dels 19 bombarders que van participar en la missió, 8 van ser abatuts; i 53 tripulants moriren durant l'atac.
La devastació causada pels atacs va ser gran, però els alemanys van aconseguir reconstruir-les molt més ràpidament del que s'esperaven. Però això els obligà a fer servir recursos per protegir instal·lacions claus (com les preses) a un nivell molt superior que ho havien fet anteriorment; a més que aquests recursos es deixaven de fer servir en altres fronts. L'atac va tenir unes repercussions propagandístiques molt altes.

### La Creu Victòria
Després de l'atac dels Dams, Gibson va ser guardonat amb la Creu Victòria, en reconeixement no només per l'atac, sinó pel seu lideratge i valor demostrats com a cap de bombarders en tantes sortides prèvies
| « | Aquest oficial serví com a pilot de bombarder des de l'inici de la guerra, establint-se ràpidament una reputació com un destacat pilot. A més de prendre part en totes les operacions possibles habituals, va fer atacs en solitari durant les seves nits de "descans", fins i tot en objectius altament defensats, com el cuirassat Tirpitz, quan encara s'estava completant a Wilhelmshaven. Quan finalitzà el seu periple operatiu, demanà per servir en un altre càrrec i va ser destinat a una unitat de caça en lloc de ser destinat a deures d'instrucció. En el transcurs d'aquest segon periple, destruí com a mínim 3 bombarders enemics i contribuí enormement a la creació i desenvolupament de les noves formacions de caces nocturns. Després d'un breu període en una unitat d'entrenament, es tornà a presentar voluntari per servir en deures operatius i tornà als bombardeigs nocturns. Servint tant com a pilot o com a cap del seu esquadró, aconseguí resultats molt remarcables i la seva valentia no coneixia límits. Berlín, Colònia, Danzig, Gdynia, Gènova, Le Creusot, Milà, Núremberg i Stuttgart estan entre els objectius que ha atacat de dia i de nit. En finalitzar el seu tercer periple operatiu, el Comandant d'Ala Gibson pressionà perquè se li permetés continuar sent operatiu i va ser triat per comandar un esquadró que s'estava formant per tasques especials. Sota el seu lideratge, el seu esquadró executà un dels atacs més devastadors de la guerra: la destrucció de les preses de Möhme i Ever. La missió estava plena de perills i dificultats. El Comandant d'Ala Gibson realitzà personalment l'atac inicial sobre la presa de Möhne. Descendent fins a pocs metres de l'aigua i suportant l'atac principal de les defenses antiaèries, realitzà amb una gran cura el seu atac. Després volà en girs molt a poc a poc durant 30 minuts, atraient sobre si mateix la major part del foc antiaeri perquè la resta de bombarders poguessin realitzar la seva missió. Llavors, el Comandant d'Ala Wibson comandà la resta dels seus bombarders cap a la presa d'Eder on, sense preocupar-se de la seva seguretat, repetí la tàctica i un cop més va atraure sobre si mateix el foc enemic per tal que l'atac pogués ser portat a terme amb tot èxit. El Comandant d'Ala Wibson ha completat més de 170 sortides, amb més de 600 hores de vol operatiu. A través de tota la seva carrera, prolongada excepcionalment per les seves pròpies peticions, ha mostrat lideratge, determinació i valor del més alt nivell | » |

La seva Creu Victòria està exposada al Museu de la RAF de Hendon.

### Després de l'atac dels Damns
Després de rebre la seva VC, Gibson va escriure un fulletó sobre la seva carrera de guerra, "Enemy Coast Ahead" ("Costa enemiga al davant"), i va ser enviat als Estats Units pel govern en una gira de lectures públiques, en part per mantenir segur al nou heroi de guerra. La gira tingué lloc quan les primeres tripulacions americanes tornaven a casa després del seu periple de 25 operacions. Durant una trobada, una noia li pregunta "Comandant d'Ala Gibson, quants missions ha portat a terme sobre Alemanya?". "Cent setanta-quatre" va ser la resposta. I de cop... es creà el silenci.
Al desembre de 1943 el President Roosevelt li concedí la Legió del Mèrit en grau de Comandant.

### Tornada a les operacions
Gibson tornà als deures operatius el 1944, després d'assetjar al Comandament de Bombarders, i va ser mort juntament amb el seu navegant, Sqn Ldr Jim Warwick, en un atac sobre Rheydt (Mönchengladbach), mentre que actuava com a explorador, quan el seu De Havilland Mosquito s'estavellà prop de Steenbergen (Països Baixos) el 19 de setembre de 1944. Tenia 26 anys. Durant molts anys s'assumí que simplement havia estat abatut, però després de descobrir l'avió, es trobà que hi havia una fallada al selector del dipòsit de combustible, la qual cosa significava que simplement se n'havia quedat sense.
Barnes Wallis va dir sobre Gibson:
Per a alguns homes aventurers i de gran coratge, la inactivitat era una mort lenta. Un home com Gibson s'hagués adequat a la vida en temps de pau? Es pot imaginar que per a ell només hagués quedat una existència buida. Encarar la mort era la seva droga. Havia vist morir incomptables amics i camarades en la gran croada. Potser quelcom en ell hagués donat la benvinguda al fet inevitable que al sempre havia sentit que abans que finalitzés la guerra també s'uniria al Walhalla del Comandament de Bombarders. Va temptar la sort més enllà de tots els límits i ho sabia. Però era la mena d'home que era.. un home d'un gran coratge, inspiració i lideratge. Un home nascut per a la guerra... però nascut per caure en la guerra.
El Cap del Comandament de Bombarders, Mariscal en Cap de l'Aire  Arthur "Bomber" Harris el va descriure com Un gran guerrer com aquesta illa ha fet mai.

### Vida personal
Gibson va conèixer a la seva esposa, Eve Moore, a Coventry a inicis de desembre de 1939, mentre que passava un permís de 3 dies a casa del seu germà. L'any següent es van casar a l'església de Tots Sants de Penarth, prop de Cardiff (Gal·lès). Guy Gibson volà amb el seu bombarder Blenheim des de la seva base a Lincolnshire fins a RAF St Athan just a temps pel casament.
Els pares d'Eve vivien a Penarth, i la parella va anar a viure amb ells mentre que miraven per comprar la seva casa. El seu sogre jugava al golf, convidant a Guy a unir-se al Glamorganshire Golf Club com a membre honorífic. Quan tingué lloc l'atac dels Dambusters, Gibson passà el seu permís a Penarth, jugant al golf la major part del temps. Mentre que s'estava allà, va rebre una trucada del Ministeri de l'Aire comunicant-lo que havia estat guardonat amb la Creu Victòria. Ernest Moore trucà immediatament al dispenser del Glamorganshire per demanar-li que tragués totes les begudes que pogués trobar, perquè tota la família aniria a celebrar-ho al club com es mereixia.
Gibson seguí vivint sol a les residències d'oficials a les diverses estacions de la RAF, i Eve seguí vivint a casa dels seus pares. Gibson va morir en acció poc després d'una trobada familiar a Londres el 1943. Eve Gibson va morir el 3 de novembre de 1988, el mateix dia que també va morir Sir Harold "Micky" Martin, un altre pilot de l'atac dels Dambusters.

## Historial Militar i Honors[9]

### Dates de Promocions
- Oficial Cadet – 31/01/1937
- Oficial Pilot – 16/11/1937
- Oficial de Vol – 16/06/1939
- Tinent de Vol – 03/09/1940
- Cap d'Esquadró – 29/06/1941
- Comandant d'Ala – 13/04/1942

### Condecoracions

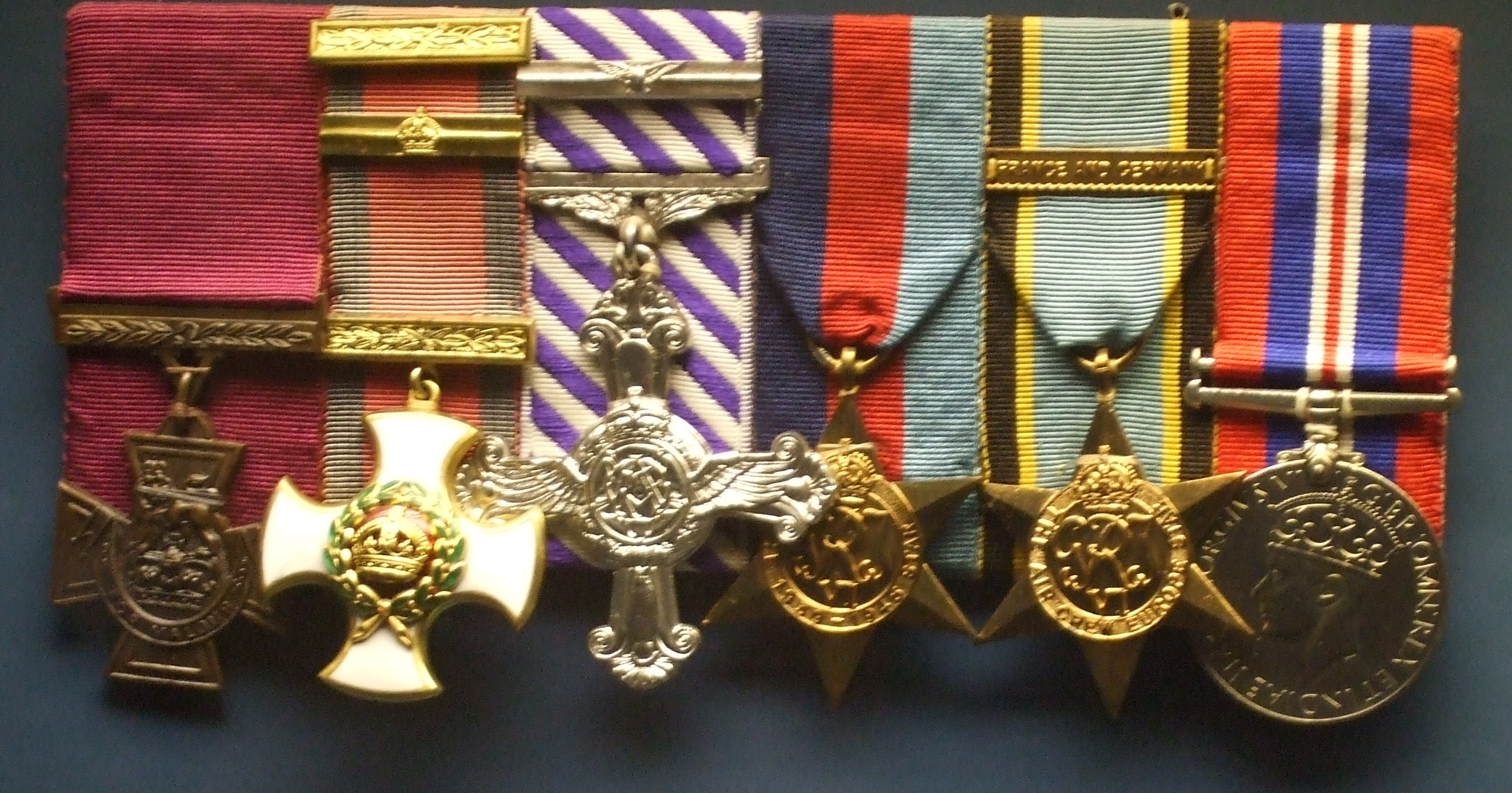
Les condecoracions de Guy Gibson, exhibides al RAF museum.

- Creu Victòria - 28/05/1943
- Orde del Servei Distingit - 20/11/1942
  - Barra - 02/04/1943
- Creu dels Vols Distingits - 09/07/1940
  - Barra - 16/09/1941
- Estrella de 1939-45
- Estrella de les Tripulacions Aèries d'Europa (amb barra " França i Alemanya")
- Medalla de la Guerra 1939-1945
- Comandant de la Legió del Mèrit (Estats Units) - 03/12/1943